# Mustafa Aksoy
Mustafa Ender Aksoy (* 1942) ist ein ehemaliger türkischer Fußballspieler.

## Karriere
Aksoys Karriere begann 1960 bei Ankara Demirspor. Nach der Saison 1960/61 verließ der Stürmer Demirspor und wechselte zu Karşıyaka SK. Mit Karşıyaka stieg Aksoy nach der Saison 1963/64 in die 2. Liga ab. Vor dem Beginn der Spielzeit 1965/66 verpflichtete ihn Galatasaray Istanbul, für die Gelb-Roten kam Aksoy zu vier Ligaspielen.
Seinen einzigen Erfolg feierte Mustafa Aksoy 1967 mit Mersin İdman Yurdu. Dort wurde er Zweitligameister und stieg in die 1. Liga auf. Nach einem Jahr mit Mersin İdman Yurdu in der 1. Liga folgte ein Engagement mit Adanaspor. Seine Karriere beendete der Stürmer nach der Saison 1971/72 bei Konya İdman Yurdu.

## Erfolge
Mersin İdman Yurdu
- Zweitligameister: 1967

## Weblink
- Spielerprofil auf mackolik.com

| Personendaten    | Personendaten             |
| ---------------- | ------------------------- |
| NAME             | Aksoy, Mustafa            |
| ALTERNATIVNAMEN  | Aksoy, Mustafa Ender      |
| KURZBESCHREIBUNG | türkischer Fußballspieler |
| GEBURTSDATUM     | 1942                      |